# Hypoxis oligophylla
Hypoxis oligophylla är en enhjärtbladig växtart som beskrevs av John Gilbert Baker. Hypoxis oligophylla ingår i släktet Hypoxis och familjen Hypoxidaceae.
Artens utbredningsområde är Madagaskar. Inga underarter finns listade i Catalogue of Life.